# Troom Troom
Troom Troom — український YouTube-канал. Він найбільш відомий своїми лайфхаками, D.I.Y. і розіграшами. Їхні відео зазнали критики як з боку новинних видань, так і з боку YouTube-ресурсів за дивний характер, а також за використання «назв-приманок для кліків». Станом на 2023 рік у каналу понад 23 мільйони підписників і 9 мільярдів переглядів, що входить до 200 найкращих каналів із найбільшою кількістю підписок.

## Історія
YouTube-канал Troom Troom був створений у 2015 році. Він не починався з його нинішнього стилю, і зазначається, що він почався як ручна спроба саморобних посібників. Про походження Troom Troom відомо небагато.

## Трум Трум Україна
Офіційний україномовний канал «Трум Трум Україна» запрацював 29 травня 2022 року. Станом на 2025 рік, канал має понад 195 тисяч підписників.

## Рецепція
Відео Troom Troom також відомі тим, що викликають багато реакції та критики на YouTube. Крім того, дехто вважає відео неприйнятними для дітей і такими, що заохочують до небезпечної поведінки. Незважаючи на те, що відео Troom Troom популярні серед цільової аудиторії та часто стають вірусними, вони зазвичай негативно сприймаються іншими.